# Lagaroceras sequens
Lagaroceras sequens är en tvåvingeart som beskrevs av Becker 1910. Lagaroceras sequens ingår i släktet Lagaroceras och familjen fritflugor. Inga underarter finns listade i Catalogue of Life.